# Pteris luschnatiana
Pteris luschnatiana là một loài dương xỉ trong họ Pteridaceae. Loài này được Klotzsch ex Baker mô tả khoa học đầu tiên..
Danh pháp khoa học của loài này chưa được làm sáng tỏ. 